# Germán IV de Baden
Germán IV de Baden (1135 - 13 de septiembre de 1190) fue margrave de Verona y de Baden desde 1160.
Era hijo de Germán III y Berta de Lorena, hija de Simón I de Lorena. Alrededor del año 1162 se casó con Berta (que murió el 24 de febrero de 1169), la hija del conde palatino Luis de Tubinga.
Junto con el emperador Federico I participó en el asedio y destrucción de Milán. Desde 1276 hasta 1178 tomó parte en la campaña italiana de Federico y en la batalla de Legnano en 1176. Germán fue garante de la paz de Constanza de 1183, según la cual las ciudades de Lombardía se independizaron. 
Germán participó en la Tercera Cruzada y murió en 1190 en Tierra Santa, cerca de Antioquía.

## Hijos
- Germán V, Margrave de Baden (m. 16 de enero de 1243)
- Enrique I, Margrave de Baden-Sausenberg y luego Baden-Hachberg (m. 2 de julio de 1231). Su esposa se llamaba Inés.
- Federico (1161–1217), Regente.
- Juta
- Berta